# Chycza-Brzóstki
Chycza-Brzóstki est une localité polonaise de la gmina de Nagłowice, située dans le powiat de Jędrzejów en voïvodie de Sainte-Croix.